# 聖文德書院
聖文德書院（英語：St. Bonaventure College and High School，簡稱），是香港一所政府津貼的天主教文法中學，由方濟會修士建立，創立於1970年，位於黃大仙區的慈雲山。至2002年前為慈雲山區內唯一男校，只有預科中六及中七級收錄女生，及後開放為男女校至今。學校網頁有實時校園影像提供。
聖文德書院於音樂項目方面有不少成就，其管樂團為著名香港的學界管樂團。

## 歷史及由來
聖文德書院乃香港中華方濟會轄下其中一所學校。該校溯自1965年，當時方濟會有意興辦中學，後因人事調動，籌備工作受阻。及至1968年，為照顧徙置新區適齡學童入學之需，方濟會邀請美籍丁立人神父及司徒克神父來港協助籌建新校。
1969年，方濟會獲教育司署撥地，以九龍鳳凰新村5140地段為校址，旋即動土興工。1970年夏，因颱風襲港，建築工程受延。學校借用德愛中學校舍上課，開設六班中一（215名學生）。丁立人神父為首任校監，司徒克神父為首任校長。直至第三學年，即1972年9月6日，聖文德書院校舍正式啟用。
2002至2003學年，該校招募首屆中一女學生，自此正式轉型成為男女校。

## 校訓及辦學宗旨
聖文德書院校訓為「謙誠智慧」（拉丁語－“Ubi Humilitas, Ibi Sapientia”；英語－“Where there is Humility, there is Wisdom”），為一所天主教學校，貫徹方濟會辦學精神，致力營造一個愉快學習的環境，推動學生以謙誠的學習態度，達於智慧，並為學生提供靈、德、智、體、群、美六育並重的「全人教育」。

## 校徽
聖文德書院校徽主要由三組圖案構成，分別為：十字架（呈Ｔ形）和地球、交叉的雙手及書本。
- 「呈Ｔ字形十字架和地球」，是得救的標記。

載於聖經，會祖聖方濟深被這形式的十字架吸引，現成了代表方濟會的記號之一。十字架置於普世之上，象徵著天主的救恩照臨全球，發光發熱。十字架也是教育使命的動力和目標，引導更多人認識真理。
- 「交叉的雙手」，是方濟會另一標誌。

代表著會祖聖方濟在臨終前兩年得蒙身印五傷的奇恩，在心靈和肉體上，肖似被釘的主耶穌。方濟以救主為師，一生追隨祂為愛捨身的精神，策勵堅持愛的教育，在崎嶇迂迴的成長路上，伴同每一位同學，因為人人都是天主的子女，都印有祂的肖像。
- 「書本」，清晰地指出學校乃尋求知識的地方。

書本上刻有校訓「謙誠智慧」，而兩旁則為拉丁文 “Ubi Humilitas, Ibi Sapientia”，是要學習主保聖人聖文德，在神前人前，虛心受教，以期止於圓滿的智慧　－　至善的上主。

## 校歌
聖文德校歌由美國聖文德大學作曲及填詞，逢星期一早會，由老師、同學及管樂團帶領全校合唱。

## 歷任校監、校長
校監（Supervisors）
- （1970年－1973年）丁立人神父（Rev. Fr. Joachim A. Daleiden, O.F.M.）
- （1973年－1977年）彭保祿神父（Rev. Fr. Paul P. Pang, O.F.M.）
- （1977年－1980年）司徒克神父（Rev. Fr. Howard Stunek, O.F.M.）
- （1980年－1983年）莫嘉鐸神父（Rev. Fr. Theobald Diederich, O.F.M.）
- （1983年－1990年）李士漁神父（Rev. Fr. Antonius Lee, O.F.M.）
- （1990年－1992年）韓承良神父（Rev. Fr. Gaspar Han, O.F.M.）
- （1992年－1998年）謝景良神父（Rev. Fr. John B. Tse, O.F.M.）
- （1998年－2012年）夏志誠神父（Rev. Fr. Joseph Ha, O.F.M.）
- （2012年－2020年）陳滿鴻神父（Rev. Fr. Stephen Chan, O.F.M. ）
- （2021-2022）董康泰先生（Mr. Tung Hong Tai）
- （2023-至今）劉鳳兒女士（Ms. Lau Fung Yi）

校長（Principals）
- （1970年－1980年）司徒克神父（Rev. Fr. Howard Stunek, O.F.M.）
- （1981年－1990年）申培謙神父（Rev. Fr. Thomas Chen, O.F.M.）
- （1990年－2002年）董康泰先生（Mr. Tung Hong Tai）
- （2002年－2008年）林凱航先生（Mr. Lam Hoi Hong）
- （2008年－2013年）鍾衛良先生（Mr. Chung Wai Leung）
- （2013年－2015年）楊佩珊女士（Ms. Yeung Pui Shan）
- （2015年－至今）羅偉南先生（Mr. Law Wai Nam）

## 法團校董會
董康泰先生（校監）
揚博言神父
田繼輝神父
伍維烈修士
黃秀冰女士
劉鳳兒女士
林偉才先生
李綺玲女士（替代）
羅偉南校長
王漢堅老師
黃錦雄老師（替代）
林慧姬女士
夏冠民先生（替代）
何其清先生

## 校舍

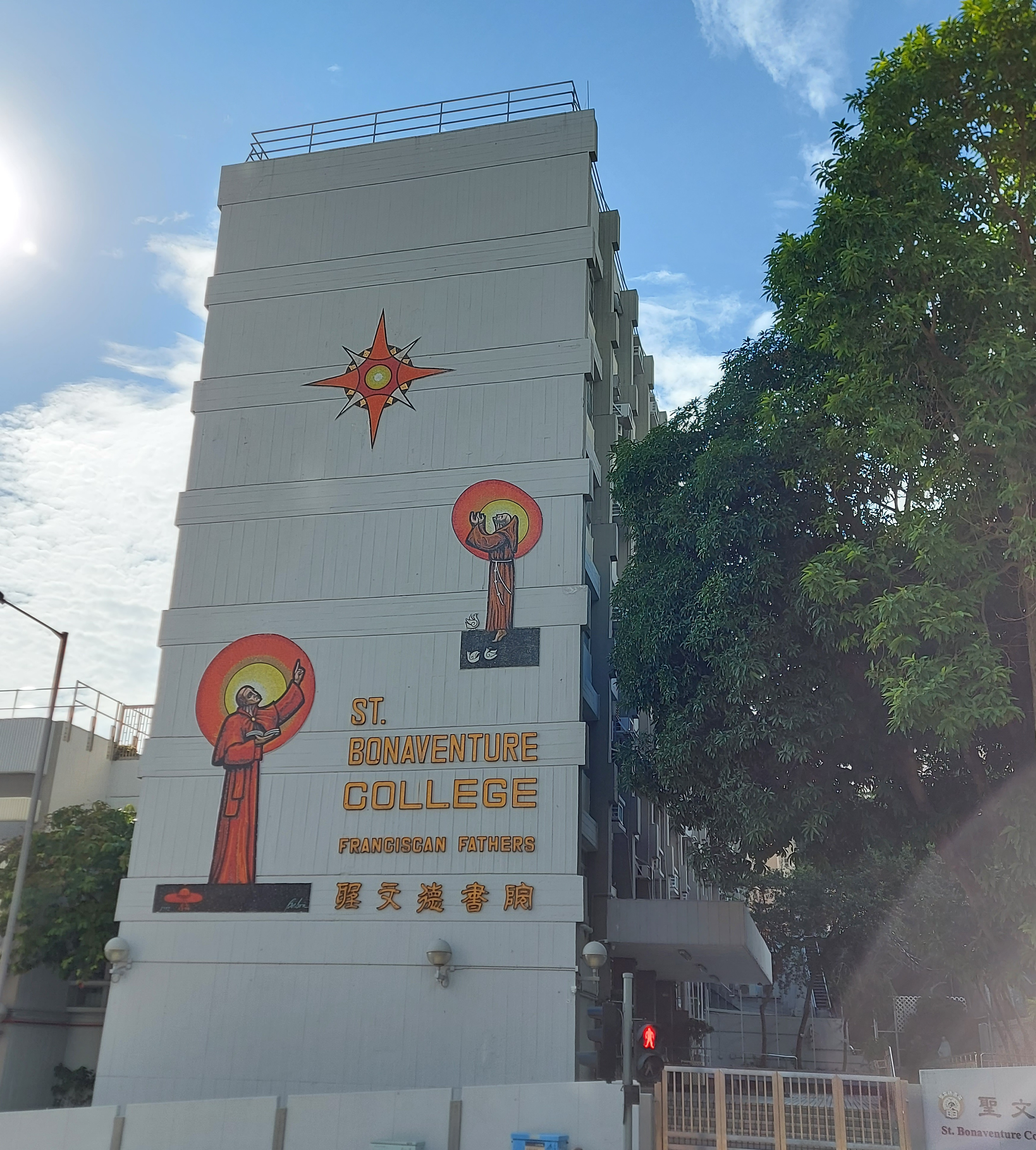
聖文德書院北面校園入口

聖文德書院校舍座落於九龍中部的黃大仙區，位於慈雲山雙鳳街47號（新九龍鳳凰新村5140地段）；學校鄰近聖母醫院、聖母書院及聖母小學。
校園的面積超過6000平方米，主樓有六層，另外地下分為兩層（G/F及B/F）；校舍始建於1969年，並於1972年建成。
校舍內設施如下：
| - （B/F）圖書館 - （B/F）女更衣室 - （B/F）男更衣室 - ３個操場 - （B/F）羽毛球場 - （G/F）２個室外操場（東面及西面） - （G/F）有蓋操場（西面） - （G/F）禮堂 - （G/F）聖母巖 - （G/F）文德像 - （G/F）聖文德壁畫 - （G/F）小食部 - （G/F）飯堂（東面及西面） - （1/F）校務處 - （2/F）花坪／園藝閣 - （2/F）太陽能發電板 - （6/F）宿舍 - （G/F - 6/F）升降機 - 34間課室 - （2/F、3/F、4/F & 5/F） - ６間實驗室 - （2/F）資訊科技實驗室 - （3/F）生物實驗室 - （3/F）物理實驗室 - （4/F）化學實驗室 - （4/F）２間科學實驗室 - （G/F）音樂室 - （2/F）美勞室 - （2/F）地理室 - （5/F）電腦室 | - （B/F）學生資訊科技發展中心 - （G/F）2間社工辦工室 - （G/F）輔導室 - （B/F）學生自修室 - （G/F）Soho Café - （G/F）雜物房 - （G/F）多用途室 - （G/F）體育用品室 - （1/F）校監室 - （1/F）校長室 - （1/F）副校長室 - （1/F）會客室 - （1/F）文德閣 - ４間教員室 - （1/F）1號教員室 - （1/F）2號教員室 - （1/F）3號教員室 - （1/F）助理教員室 - （1/F）教職員休息室 - （1/F）醫療室 - （1/F）印刷房 - （1/F）校園電視台 - （3/F）多媒體學習中心 - ３間實驗預備室 - （3/F）生物實驗預備室 - （4/F）化學實驗預備室 - （4/F）科學實驗預備室 |

## 班級結構及學科

### 班級結構
- 中一至中六級：4班／級

### 開設科目
| 必修科目 - 中國語文 - 英國語文 - 數學（Mathematics） - 公社 （Citizenship and Social Development) 選修科目（其他） - 數學延伸單元二（Module 2） - 資訊與通訊科技（Information and Communication Technology） | 選修科目（文組） - 歷史（History） - 中國歷史（Chinese History） - 地理（Geography） 選修科目（理組） - 物理（Physics） - 化學（Chemistry） - 生物（Biology） 選修科目（商組） - 經濟（Economics） - 企業、會計與財務概論（Business, Accounting and Financial Studies） |

## 學會及課外組織
有4個學社，26個學會及24個活動組織。

### 學社
● Lion（雄獅）
● Tiger（猛虎）
● Dragon（騰龍）
● Unicorn（麒麟）

### 學會及活動組織
| - 學生會（Student's Association） - 課外活動聯會（ECA Union） - 天主教同學會（Catholic Student's Association） - 一生一體藝（Art and Sport Scheme） - 其他學習經歷（Other Learning Experiences） - 課外活動工作組（ECA Team） - 領袖生會（Prefect's Association） - 交通安全隊（Road Safety Patrol） - 圖書館服務組（Library Service Team） - 紅十字會（Hong Kong Red Cross） - 創新及資訊科技領袖生會（IIT Prefect's Association） - 升學就業組（Career Group） - 少年警訊會（Junior Police Call） - 升旗隊（Hong Kong Flag-Guards） - 中文學會（Chinese Club） - 英文學會（English Club） - 數學學會（Mathematics Club） - 社會服務團（Social Service Club） - 歷史學會（History Club） - 中史學會（Chinese History Club） - 地理及環保小組（Geography Club） - 科學學會（Science Club） - 商學會（Business Society） - 生涯規劃學會（Student career group） - 英文大使（English Ambassadors） | - 管樂團（School Band） - 合唱團（School Choir） - 流行音樂樂隊（Pop music band—Chills） - 戲劇學會（Drama Club） - 美術學會（Art Club） - 文德電視台（BonaTV） - 國術班（Chinese Lion Dance Club） - 體育聯會（Sport Council） - 籃球隊（Basketball Team） - 足球隊（Football Team） - 羽毛球隊（Badminton Team） - 田徑隊（Athletic Team） - 越野賽隊（Long Distance Running Club） - 排球隊（Volley Ball Team） - 手球隊（Handball Team） - 健球隊（Kin-Ball Team） - 乒乓球隊（Table Tennis Team） - 創新及資訊科技領袖生會（IIT Prefect's Association） |

## 管樂團
聖文德書院管樂團成立於1972年，是香港著名的學界管樂團。
最初由校音乐老师何厚昌先生兼及負責訓練，是一隊步操樂隊，作为课外活动一环，当年叫圣文德银乐队，成员多是由慈雲山圣文德天主教小学银乐队（步操队）升过来的，而乐器多为海外捐款購买或捐赠的旧乐器，教材为台湾的银乐队教材及个别乐器的自习本，再加上师兄弟指导，在艰难中成長。何老师曾是鄧鏡波學校銀樂隊團員，吹奏小號。但由于何老师与校中另一老师结婚，按当时教育政策、校内不得谈戀愛，何先生选擇離職，其时乐队面临解散，当年校长Father Howard 开了场学员大会通过打破规则请黄日照为新领队（按当时教育规则大陆学历的人不能当老师），而总监由另一老师掛名兼任, 附加费用由学校另筹（最困難时学员每人每月五元，但学生经常欠费，由老师代支每月代支百多元才能维持）。解决这瓶頸后，於1975年初由前中央音樂學院教授黃日照出任乐队领队，几年后转为音樂總監，乐队也逐步轉型為演奏古典樂的管樂團，迄至於今。於1976年，黃日照教授為聖文德書院創作出《聖文德進行曲》，令聖文德書院成為全港其中一隊擁有自身進行曲的學校。而乐队于1977年也拿下校际音樂节銀樂队冠军，当时曲目为威尔第的《春天》。當年的主要對手為德明中學、培正中學、佛教大光中學、地利亞修女紀念學校等。
其后聖文德書院管樂團在「香港校際音樂節」總共贏取過12次冠軍，其中更有連續6年冠軍的佳績。在香港管樂界寫下一項輝煌紀錄，至今（2025年）香港依然沒有其他學校可打破紀錄。此外，另一记錄是在七九年有另成员在中四出任香港管弦樂團低音大号手，这开创香港职業乐团乐手由十六岁学生出任的首例。而由八十年代开始，已有成员入读香港音乐学院（香港演艺学院前身之一）、香港中文大学音樂系、香港浸会学院音樂系，也有加入警察乐队。
圣文德乐队的成功，在77年后几年，也推动了慈雲山其他学校的乐队，计有保良局总理联谊会中学及救世军卜威廉中学的乐队并开始互相合作。
近十年多年间，聖文德書院管樂團致力栽培音樂人才，畢業生攻讀大學和演藝學院音樂系的比例，亦是全港之冠。當中亦有3名團員考上香港賽馬會音樂及舞蹈信託基金到國外進修，更有不少學生考取英國、美國、法國、德國、澳洲、冰島等國音樂學府作持續進修，而且每年均有團員入讀港大、中大、浸大、教大或香港演藝學院音樂相關學系，堪稱香港學界管樂的中流砥柱。
聖文德書院管樂團栽培出來的音樂人，把黃日照的精神發揚光大，亦在音樂界中有不錯的成績，曾有前後7名團考進亞洲青年管弦樂團。有不少團員亦曾在職業樂團擔任樂師、指揮及行政人員，包括，香港小交響樂團、香港城市室樂團、香港管弦樂團、奧克蘭愛樂、廣州交響樂團、香港警察樂隊、英國御林軍樂隊、香港音樂事務處、歌連臣角步操樂隊等。也有不少團員在大專院校教授樂器，包括，香港大學、香港中文大學、香港浸會大學、香港演藝學院、奧克蘭大學等。亦有團員成為作曲家，在大專院校任教作曲。

### 歷史及成就
- 1973年：聖文德書院管樂團成立，由何厚昌先生出任音樂總監。
- 1975年：何厚昌先生離職，由黃日照先生繼任音樂總監。
- 1977年：首次奪得香港校際音樂節銀樂隊中學組冠軍。
- 1980年：聖文德書院管樂團及合唱團奪香港校際音樂節冠軍。
- 1980年—1985年：由鄭志民老師帶領連續六年奪得香港校際音樂節銀樂隊中學組冠軍。
- 1986年：奪得香港校際音樂節銀樂隊中學組亞軍
- 1987年：奪得香港校際音樂節銀樂隊中學組季軍
- 1988年：第八次奪得香港校際音樂節銀樂隊中學組冠軍。
- 1989年：奪得香港校際音樂節銀樂隊中學組亞軍
- 1990年：第九次奪得香港校際音樂節銀樂隊中學組冠軍
- 1991年：第十次奪得香港校際音樂節銀樂隊中學組冠軍，
- 1994年：聖文德書院管樂團在香港大會堂音樂廳舉行「廿五週年校慶音樂晚會」。
- 1995年：第十一次奪得香港校際音樂節銀樂隊中學組冠軍，及奪得「聖文德杯」。
- 1995年：聖文德書院管樂團獲香港科技大學邀請，在該大學之畢業典禮上演出。
- 1998年：聖文德書院管樂團與香港交響管樂團在荃灣大會堂舉行聯合音樂會。
- 2000年：聖文德書院管樂團在荃灣大會堂舉行「三十周年感恩禮」。
- 2001年：聖文德書院管樂團與北京市數間中學管樂團作交流匯演。
- 2003年：第十二次奪得香港校際音樂節銀樂隊中學組冠軍。同年，因為非典型肺炎, 原來的優勝者音樂會取消。樂團亦為政府錄製了為疫情打氣的CD，當年錄製了明天會更好一曲。
- 2004年：奪得香港校際音樂節銀樂隊中學組亞軍，同年亦獲教育局邀請，為「行政長官卓越教學獎頒獎典禮」現場演奏。
- 2005年：奪得香港校際音樂節木管重奏中學組冠軍
- 2006年：聖文德書院管樂團參與「黃大仙區節」之區歌演奏，當時有TVB錄影和轉播。
- 2007年：聖文德書院管樂團跟馬來西亞沙巴祟正中學管樂團作交流匯演。
- 2010年：奪香港校際音樂節銀樂隊中學組季軍。
- 2011年：於冬韻管樂節獲金獎。
- 2011年：奪香港校際音樂節銀樂隊中學組季軍。
- 2011年：聖文德書院管樂團獲香港大學邀請，在該大學之資訊日開幕典禮上演出。
- 2012年：於香港青年音樂滙演獲管樂團高級組金獎。
- 2013年：聖文德書院管樂團獲香港教育學院邀請，參與「學校音樂會—香港風」之演奏。

除了培訓、比賽等活動，聖文德書院管樂隊亦參與各項社會演出。例如1976年，尖沙咀舊火車站的「嗚金收兵」典禮；1980年，地下鐵路金鐘站及旺角站的開幕典禮；廉政公署主辦的「品德飛躍計劃頒獎典禮」、教育局主辦的「開心成長繽Fun Show」、「黃大仙區節」等，聖文德書院管樂團亦應邀表演。
此外，樂團曾出席香港大學畢業禮，自1995年至今，每年一度的香港科技大學畢業禮，也是由聖文德書院管樂團負責演奏。

## 學校主保聖人及班別主保
聖文德（St. Bonventure）

### 班別主保
- A班－聖安道（St. Anthony of Padua）
- B班－聖伯納（St. Bernard of Siena）
- C班－聖佳蘭（St. Clare of Assisi）
- D班－真福董思高（Bl. Duns Scotus）

## 聖文德書院彌撒中心
聖文德書院彌撒中心（英語：St. Bonaventure College Mass Centre）是一座香港天主教彌撒中心，由天主教香港教區管理，屬聖文德堂區。位於九龍慈雲山雙鳳街47號（聖文德書院禮堂）。在2008年開始在主日舉行彌撒，名為聖文德書院彌撒中心，並於屬慈雲山聖文德堂區。

### 彌撒及禮儀時間
- 主日彌撒：上午10:30

### 彌撒中心主保

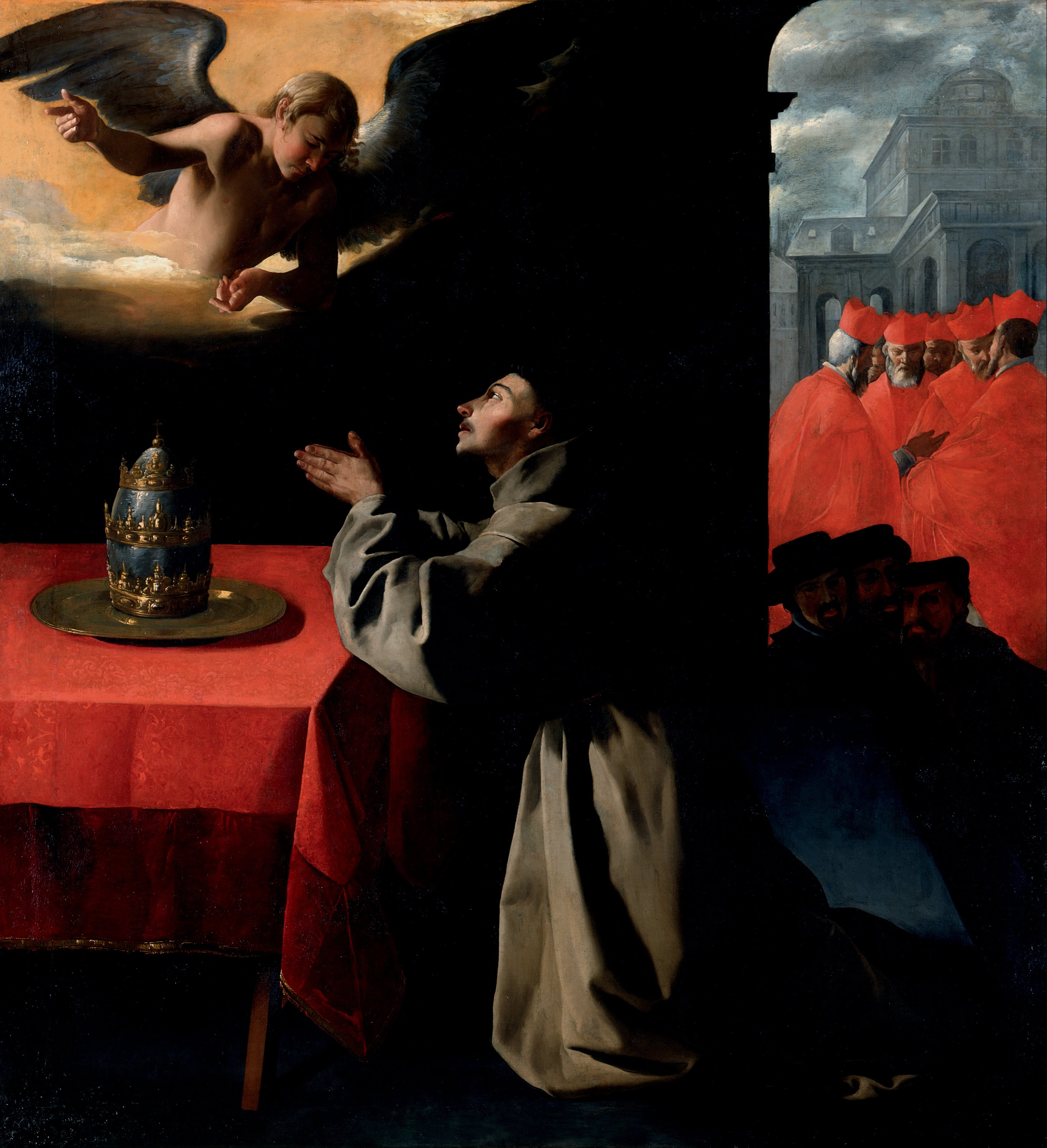
聖文德

聖文德（義大利語：Bonaventura）於1221年生在義大利維泰博省巴紐列吉歐，幼年時患重病，因聖方濟各的祈禱而痊癒。二十歲時入方濟各會，1243年至1248年在巴黎方濟各會學習，之後在巴黎大學教導神學與《聖經》。1273年教宗若望二十一世命文德爲樞機，兼亞巴若總主教。1274年召開里昂大公會議，文德是這次大公會議中最活躍、出力最多的人物，卻在會議進行中的7月15日患病逝世。1482年天主教將他榮列聖品，1588年晉封為教會聖師。天主教以每年7月15日作為他的紀念日。

## 著名教師
- 朱敏健：平等機會委員會主席、前廉政公署執行處處長、前監警會秘書長（在1970年代任教地理科）
- 梁榮武：前天文台助理台長（在1974年至1979年任教物理科）
- 李鑾輝：香港傳媒工作者（任教體育科，兼教中文和中國歷史科）

## 著名/傑出校友
政商、公共事業界
- 黃錦星，GBS，JP：前環境局局長[2]
- 余振昌：前香港廉政公署執行處處長 (1976年中五)[3]
- 侯港龍，JP：前衛生署法醫科主任顧問醫生兼九龍區主管、前香港警務處法醫科主任顧問醫生兼九龍區主管 (1975年中五)[2]
- 黃瑞發，PMSM：前香港警務處總警司、前九龍城警區指揮官[3]
- 鄧鏡華：香港機場管理局建築師、香港回歸紀念碑設計者
- 梁理中：中原財務董事總經理[3]
- 潘焯鴻：（建築）工程師、中科監察主席、沙中綫事件吹哨者、（無政黨）時事評論員
- 沈少雄：前深水埗區議會美孚中區議員 (1984年)[4]

法律界
- 陳文敏，SC：法學家、香港名譽資深大律師、前香港大學法律學院院長[5]

教育界
- 簡偉明：香港中文大學生化學系講師
- 陸承恩：香港城市大學理工學院講師
- 張正龍：香港大學醫學院藥理及藥劑學系副教授
- 周偉立：香港浸會大學副校長 (學與教)、前香港大學學生事務長及通識教育總監、前香港大學心理學系副教授 (1978年)[3]
- 黃景波：香港能仁專上學院校長
- 余英傑：香港浸會大學生物系講師

演藝界
- 黃日華：香港著名電視演員 (1979年中五)
- 許學文：香港電影導演
- 葉念琛：網誌影評作家及電影導演
- 吳業坤：香港男歌手、演員 (2007年中五)[6]
- 曾淑雅：模特兒、演員 (2008年中五)

體育界
- 楊啟棠：前香港賽馬會騎師
- 蔣世豪：已故香港足球運動員[7]

YouTube界
- 梁睿軒：前夠薑葱【薑葱What's 噏】成員，現任非實力派成員。

## 外部連結
- 聖文德書院 官方網頁 （页面存档备份，存于）
- 聖文德堂 （页面存档备份，存于）
- 聖文德書院 舊生會 （页面存档备份，存于）
- 聖文德書院 管樂團 （页面存档备份，存于）

22°20′47″N 114°11′51″E / 22.346365°N 114.197441°E